# ANGELIC LAYER
『ANGELIC LAYER』（エンジェリックレイヤー）は、CLAMPによる漫画作品。『月刊少年エース』（角川書店）において、1999年2月号から2001年11月号まで連載された。単行本は全5巻。2001年にはテレビアニメ化された。

## あらすじ
エンジェリックレイヤーとは、「天使」（エンジェル）と呼ばれる人形を卵状の入れ物から孵し、それを自分なりの天使に育てて戦う新感覚の格闘ゲーム。天使は、特殊な回路を利用してプレイヤー「操縦者」（デウス）のイメージしたものを受け取り、その通りに動く。開発者は三原一郎。
鈴原みさきは中学進学のために上京、その時偶然見かけたエンジェリックレイヤーに魅了される。開発者でもあるいっちゃんに導かれ即天使の卵を購入すると、生まれた天使にヒカルと名づけ、公式トーナメントに参戦する。みさきは生まれながらの才能を開花させ、初出場ながら次々と相手を倒していく。

## 登場人物
声の記述はアニメ版&ゲーム版共通
鈴原 みさき（すずはら みさき）声 - 榎本温子
4月25日生まれ。A型。エリオル学園に通う中学1年生で本編の主人公。年齢は13歳（初登場時は12歳）。珠代からは「みさきち」と呼ばれている。背が低いことを気にしている。和歌山県出身で、現在は祥子の家に居候中。運動音痴だが、母譲りの優れた動体視力と集中力を持っている。また、家事は非常に手馴れており、実家の和歌山に住んでいたころは祖父母と交代で家事を手伝っていたこともあり、劇中では異性だけでなく、同性からも「お嫁さんにしたい」と言われたことがある。口癖は「な〜」。東京に来て初めて見た「白い天使」に憧れ、その天使と同じスピード重視軽量型の天使「ヒカル」を作る。ヒカルのモデルは獅堂光から。
アニメ版では原作同様虎太郎が気になっていたが王二郎に惹かれていき、全国大会準決勝で告白を受ける（付き合っている描写はない）。
小林 虎太郎（こばやし こたろう）声 - 福山潤
9月4日生まれ。A型。エリオル学園中等部1年D組。みさきのクラスメイトで、彼女のことを気にしている。実家は空手道場で、自身も空手の使い手。珠代によく技をかけられドツかれている。最終的にはみさきと付き合う。
アニメ版では、当初はみさきのことを気にしていたが、次第に珠代に惹かれ、最終的には珠代と相思相愛の仲になる。
木崎 珠代（きさき たまよ）声 - 雪乃五月
4月17日生まれ。O型。みさきのクラスメイトで、虎太郎の幼なじみ。無類の格闘技マニア。普段はテンションが高い。みさきに対する嫉妬からか、虎太郎を技でドツいている。漫画版では王二郎と付き合う。
アニメ版では虎太郎に恋をし、みさきにやや嫉妬気味だったが、最終的には虎太郎と相思相愛に。
小林 鳩子（こばやし はとこ）声 - 白鳥由里
12月7日生まれ。A型。虎太郎の妹。エリオル学園幼等部ラビット組。5歳だが言動が大人びている。公式トーナメントで優勝するなど豊富な経験を有する熟練操縦者。みさきの第一戦目の相手だった。天使の名は「鈴鹿（すずか）」であり、異名は光速の鈴鹿。最終奥義は「高速回転蹴り（ローリングサンダー）」。後にヒカルもこの技を使っている。
アニメ版では最初期からみさきの可能性を見抜いており、関東大会準決勝で最(さい)に敗退した後、全国大会ではみさきのセコンドとして尽力する。
三原 一郎（みはら いちろう）声 - 小野坂昌也
1月12日生まれ。AB型。みさきに興味を持ち、素性を隠してエンジェリックレイヤーの基礎を彼女に教える。30歳。自称「いっちゃん」。白衣に眼鏡、おまけに関西弁を話す怪しい人物。決まり文句（?）は「いっちゃんにょろよ〜」。実はエンジェリックレイヤーを運営する Piffle Princess 社の社長でエンジェリックレイヤー開発チーフ。おもちゃ開発の天才。
『ちょびっツ』では、エンジェリックレイヤーを発展させてchobitsシリーズを開発、人型パソコンシステムの創始者であるが、物語開始時点で既に故人。
アニメ版では元々機械義肢の研究者で、開発資金の捻出のためその技術をおもちゃに転用した。萩子に異性として好意を持っている。
モデルは、アリカ副社長の三原一郎。三原千春は三原一郎の娘の名前。
三原 王二郎（みはら おうじろう）声 - 保志総一朗
10月20日生まれ、一郎の弟。O型。本編では数少ない男性型天使「ウィザード」を駆る最強クラスの操縦者。別名「領域（レイヤー）の貴公子」。兄に負けず劣らず、どこかつかみどころの無い人物で原作でみさきに会う度に彼女の下着の色を当てようとし、真っ赤にさせる。
アニメでは親同士が再婚したため、一郎とは義兄弟。自身にエンジェリックレイヤーを教えてくれた萩子に対し恋心を持っており、彼女と雰囲気の似たみさきにさりげなく練習に付き合ったり、風邪をこじらせた鳩子の代わりにセコンドを務めたり、出会い頭に一緒に散歩する等、みさきにも好意を寄せている節がある。全国大会準決勝でみさきに敗退した後、みさきが好きになったと告白する（※付き合っている描写はない）。
浅見 祥子（あさみ しょうこ）声 - 三石琴乃
8月12日生まれ。A型。東京在住の、みさきの叔母だが「おばさん」と呼ばせようとはしない。ニュースキャスターでありエンジェリックレイヤーのことをよく紹介するらしい。朝寝坊だが、みさきが来るまではどうだったかは不明（※たまにみさきが起きる前に自分で朝食を作ることはある）。
瀬戸 林子（せと りんご）声 - 植田佳奈
5月24日生まれ。B型。現役アイドルにしてエンジェリックレイヤー界屈指の操縦者。使用天使は「ランガ」。魅惑の踊りと死の踊りを繰り出す事から「踊るランガ」の異名をとる。明るく能天気な人物。
尾形 雅治（おがた まさはる）声 - 関智一
8月27日生まれ。O型。エンジェリックレイヤー開発チームの一員。22歳。三原一郎のお気に入りでしもべ扱いされ、なにかと無茶な使い走りをさせられる人物。それでも本人は三原のことを尊敬している。使い走りにされるときの台詞は原作では「死ね！」とただ罵られるだけであるが、アニメでは「罰ゲームや！」と言い渡されてはその都度に実行させられている。しかし、一度だけ彼が普段の仕返しとして三原に罰ゲームを与えたことがある。
藤森 ひろみ（ふじもり ひろみ）声 - 堀江由衣
アニメオリジナルキャラクター。エンジェリックレイヤー開発チームの一員。三原一郎の部下で、尾形雅治とは同僚である。よく三原と共同して尾形を虐めるのが趣味。
城乃内 最（じょうのうち さい）声 - 桑島法子
2月15日生まれ。A型。関東最強の操縦者の一人で、中性的な容姿と冷徹な表情が特徴。冷静沈着な戦いぶりから「極寒の精密機械（アイスマシーン）」と称される。楓とは親友。ガード重視で重量型（本当は服が重いだけ）の天使「白姫（しらひめ）」を操る。その戦い方から、いち早くヒカルの弱点を見出し、追い詰めるものの逆に自身の弱点を利用され、敗退。
アニメ版では白姫もハイパーモードが使える。
天使の名は、白姫抄から由来している。
斉藤 楓（さいとう かえで）声 - 川澄綾子
10月14日生まれ。O型。癒し系の笑顔と眼鏡が特徴で丁寧口調だが、そんな外見に反して関東大会四強に残るほどの実力者。ナースを思わせる白い天使「ブランシェ」を操る。初期の天使の緊急回避回路をつかった裏技「ハイパーモード」は恐るべき力を発揮した。正義感の強い性格。正々堂々とした対戦スタイルを取る。
『ちょびっツ』では故人、国分寺稔の姉として回想などに登場するほか、稔が所有する人型パソコン「柚姫」のモデルとなっている。
藤崎 円香（ふじさき まどか）声 - 川上とも子
10月27日生まれ。AB型。カンフーを得意としている少女。天使「猫（マオ）」の操縦者。14歳。妹の有栖と組んで戦う。勝つためには手段を選ばない性格であり、みさきとの対戦では有栖と謀って不正を行っていたが、王二郎に看破された末に敗れる。
アニメ版では過去の大会で天使「ウンピョウ」で鳩子の「鈴鹿」に完敗、リベンジを誓っている。
藤崎 有栖（ふじさき ありす）声 - 千葉千恵巳
6月25日生まれ。B型。小学校4年生。円香の妹にしてブレーン。優秀な天使を作成する事で有名な、天使作りの天才。また、奸智に長けた策士でもある。みさきへの逆恨みを（ほとんど）晴らすため、己の名を冠したバランス重視の天使「アリス」を制作して、自らも操縦者に転じ、開催期間に差のある地方大会を利用して全国大会に出場したが敗退した。
鈴原 萩子（すずはら しゅうこ）声 - 井上喜久子
11月28日生まれ。A型。みさきの母親で、祥子の姉。原作では極度のあがり性で、相手が好きな人であればあるほどパニックになる（身内に対しても同様）。エンジェリックレイヤー開発チームの一員でもあり、みさきの憧れの天使・戦いの女神「アテナ」を駆る。アテナの究極技は「魂の光（ライトオブソウル）（アニメ版での名称はアストラルエミッション）」。素性を隠し、デウスとしては「シュウ」と名乗っている。
アニメ版ではみさきが幼い時に神経断絶症候群を発病し、治療のためみさきには仕事と偽って単身上京するが、治療法が見つからず、車椅子の生活を余儀なくされている。そこで出会った一郎とともに機械義肢とエンジェリックレイヤーの開発を務めるようになったが、まだ幼かったみさきを両親に預けて以来自身は研究に没頭し、母親らしいことが出来なかったことに負い目を感じていることから、みさきと会うことを避けている。
原作での最後の戦いでヒカルに勝利したが、アニメ版ではみさきや観客達の声援を受け、立ち上がったヒカルとの激戦の末、敗北した。
岬 了（みさき りょう）声 - 山口勝平
アニメオリジナルの登場人物。エンジェリックレイヤーは格闘技であり、女は男に勝てないと思っている。それゆえに関東大会に進出したみさきをインチキだと否定したが、みさきと戦うことによって、その実力を認める。地区予選では初戦で敗北した。

## テレビアニメ
『機動天使エンジェリックレイヤー』（きどうてんしエンジェリックレイヤー）のタイトルで、2001年4月1日から9月30日までテレビ東京系列で放送された。アニメ版は、「大会を勝ち抜いていく」という基本ストーリーは原作とほぼ同じだが、エンジェリックレイヤーの設定における医療分野でのバックボーンの追加、恋愛等の人間ドラマ描写の導入といったアレンジにより、原作とは雰囲気が大きく異なる（後半は全体的に、ややシリアス調）。
後にBSジャパンやアニマックスでも放送されている。
第6回アニメーション神戸テレビアニメ部門作品賞受賞。
2010年9月24日、アニメ10周年を記念し、Blu-ray-BOX & DVD発売。同年8月にはBOXの宣伝も兼ねてTOKYO MXほかで、特別番組『天使のたまご 〜memorial wing〜』が放送。（全話スーパーダイジェスト・メインキャストへのインタビューなど）

### スタッフ
- 原作 - CLAMP（角川書店『カドカワコミックス』刊）
- 監督 - 錦織博
- シリーズ総括 - 井上伸一郎
- シリーズ構成 - 大河内一楼
- キャラクターデザイン - 小森高博
- メカニックデザイン - 石垣純哉
- 設定協力 - 森田繁
- 美術監督 - 坂本信人、比留間崇
- 色彩設計 - 横山さよ子
- 撮影監督 - 武山篤、瓶子修一
- 音響監督 - 鶴岡陽太
- 音楽 - 田中公平
- プロデューサー - 八田紳作、山西太平、南雅彦
- 製作 - テレビ東京、電通、ボンズ

### 主題歌
オープニングテーマ「Be My Angel」
作詞 - 松井五郎 / 作曲・編曲 - 安藤高弘 / 歌 - 榎本温子
エンディングテーマ「☆the starry sky☆」（1話 - 13話）
作詞 - HΛLNA / 作曲 - 梅崎俊春、佐藤あつし / 編曲・歌 - HΛL
エンディングテーマ「雨あがり」（14話 - 最終話）
作詞 - 田辺智沙 / 作曲 - 原一博 / 編曲 - 小西貴雄 / 歌 - 松下萌子

### 各話リスト
| 話数      | サブタイトル                           | 脚本            | 絵コンテ   | 演出       | 作画監督                       | 放送日        |
| --------- | -------------------------------------- | --------------- | ---------- | ---------- | ------------------------------ | ------------- |
| Battle 1  | はじめまして! 私だけのエンジェル       | 大河内一楼      | 錦織博     | 岡本英樹   | 小森高博                       | 2001年 4月1日 |
| Battle 2  | がんばれヒカル! はじめてのファイト!!   | 大河内一楼      | 笹木信作   | 笹木信作   | 菅野宏紀                       | 4月8日        |
| Battle 3  | あなたは誰? みさきのドキドキレッスン   | 大河内一楼      | 増井壮一   | 佐藤育郎   | 中本尚子                       | 4月15日       |
| Battle 4  | 天使が舞いおりた日                     | 大河内一楼      | 錦織博     | 紅優       | 須賀重行 香川久                | 4月22日       |
| Battle 5  | 負けたくない! ヒカルを信じて…          | 稲荷昭彦        | 増井壮一   | 磨積良亜澄 | 堀川耕一                       | 4月29日       |
| Battle 6  | 光速の鈴鹿! 鳩子のライバル宣言!!       | 吉田玲子        | 西森章     | 北川正人   | 今泉賢一                       | 5月6日        |
| Battle 7  | ギリギリの戦い… みさきのラストチャンス | 吉永亜矢 錦織博 | 吉原正行   | 佐藤育郎   | 句林樫六                       | 5月13日       |
| Battle 8  | みさきVSミサキ? 危険な同級生           | 葉月九ロウ      | 開木菜織   | 渡部高志   | 宮田奈保美                     | 5月20日       |
| Battle 9  | 歌え! みさき デウスはアイドル!?        | 葉月九ロウ      | 増井壮一   | 磨積良亜澄 | 工藤裕加                       | 5月27日       |
| Battle 10 | いじわる姉妹! 狙われたヒカル           | 稲荷昭彦        | 笹木信作   | 笹木信作   | 中本尚子                       | 6月3日        |
| Battle 11 | 決着! ヒカルとマオの真剣勝負           | 稲荷昭彦        | 村木靖     | 佐藤育郎   | 堀川耕一                       | 6月10日       |
| Battle 12 | みさきと虎太郎 二人のわくわくデート    | 吉田玲子        | 渡辺カケル | 宮田亮     | 日向正樹                       | 6月17日       |
| Battle 13 | 純白のブランシェ 楓のほほえみ          | 葉月九ロウ      | 平田智浩   | 磨積良亜澄 | 阿保孝雄 小森高博              | 6月24日       |
| Battle 14 | あきらめない! そして天使は生まれた     | 葉月九ロウ      | 増井壮一   | 小林智樹   | 須賀重行 田中雄一              | 7月1日        |
| Battle 15 | 白姫VS鈴鹿! アイスマシーンの秘密       | 吉永亜矢        | 錦織博     | 佐藤育郎   | 橋本英樹                       | 7月8日        |
| Battle 16 | 決勝戦! ヒカルのラストアタック         | 吉永亜矢        | 錦織博     | 岡本英樹   | 中本尚子                       | 7月15日       |
| Battle 17 | あなたに決めた! みさきの選んだヒト     | 大河内一楼      | 増井壮一   | 磨積良亜澄 | 堀川耕一                       | 7月22日       |
| Battle 18 | 強敵がいっぱい! あこがれの全国大会     | 大河内一楼      | 笹木信作   | 笹木信作   | 日下部智津子 小森高博          | 7月29日       |
| Battle 19 | システムダウン!? 嵐の船上決戦!         | 稲荷昭彦        | 村木靖     | 佐藤育郎   | 工藤裕加                       | 8月5日        |
| Battle 20 | 敵はいっちゃん? 戸惑いの二回戦!        | 吉田玲子        | 吉原正行   | 小林智樹   | 宮田奈保美 田中雄一            | 8月12日       |
| Battle 21 | 夏の海! 誰かが誰かに恋してる           | 吉田玲子        | 渡辺カケル | 磨積良亜澄 | 日向正樹                       | 8月26日       |
| Battle 22 | 突然の二人きり 秘密のダブルデート      | 大河内一楼      | 増井壮一   | 岡本英樹   | 中本尚子                       | 9月2日        |
| Battle 23 | 魔法の壁を破れ! みさきVS王二郎         | 大河内一楼      | 村木靖     | 佐藤育郎   | 逢坂浩司                       | 9月9日        |
| Battle 24 | みさきに届け! この想い虹を越えて       | 吉永亜矢        | 錦織博     | 渡部高志   | 宮田奈保美                     | 9月16日       |
| Battle 25 | 運命の再会 涙に濡れたエンジェル        | 大河内一楼      | 笹木信作   | 笹木信作   | 小森高博 工藤裕加 日下部智津子 | 9月23日       |
| Battle 26 | 天使の翼よ! 私とヒカルをいざなって     | 大河内一楼      | 錦織博     | 佐藤育郎   | 堀川耕一                       | 9月30日       |

### 放送局
| 放送地域                                                 | 放送局         | 放送期間                      | 放送日時           | 放送系列       | 備考             |
| -------------------------------------------------------- | -------------- | ----------------------------- | ------------------ | -------------- | ---------------- |
| 関東広域圏                                               | テレビ東京     | 2001年4月1日 - 2001年9月30日  | 日曜 17:20 - 17:50 | テレビ東京系列 | 製作局           |
| 北海道                                                   | テレビ北海道   | 2001年4月1日 - 2001年9月30日  | 日曜 17:20 - 17:50 | テレビ東京系列 |                  |
| 愛知県                                                   | テレビ愛知     | 2001年4月1日 - 2001年9月30日  | 日曜 17:20 - 17:50 | テレビ東京系列 |                  |
| 大阪府                                                   | テレビ大阪     | 2001年4月1日 - 2001年9月30日  | 日曜 17:20 - 17:50 | テレビ東京系列 |                  |
| 岡山県・香川県                                           | テレビせとうち | 2001年4月1日 - 2001年9月30日  | 日曜 17:20 - 17:50 | テレビ東京系列 |                  |
| 福岡県                                                   | TVQ九州放送    | 2001年4月1日 - 2001年9月30日  | 日曜 17:20 - 17:50 | テレビ東京系列 |                  |
| 日本全域                                                 | BSジャパン     | 2001年4月3日 - 2001年10月2日  | 火曜 19:25 - 19:55 | BS放送         |                  |
| 日本全域                                                 | アニマックス   | 2003年12月1日 - 2004年6月7日  | 月曜 23:00 - 24:00 | CS放送         | リピート放送あり |
| 日本全域                                                 | AT-X           | 2010年10月10日 - 2011年4月3日 | 日曜 8:00 - 10:00  | CS放送         | リピート放送あり |
| 生誕10周年記念特別番組「天使のたまご 〜memorial wing〜」 |                |                               |                    |                |                  |
| 東京都                                                   | TOKYO MX       | 2010年8月10日                 | 火曜 26:30 - 27:30 | 独立局         |                  |
| 兵庫県                                                   | サンテレビ     | 2010年9月19日                 | 日曜 26:00 - 26:56 | 独立局         |                  |
| 日本全域                                                 | AT-X           | 2010年9月27日                 | 月曜 11:00 - 12:00 | CS放送         | リピート放送あり |

## ゲーム
2001年12月21日にエポック社より、「機動天使エンジェリックレイヤー みさきと夢の天使達」としてゲームボーイアドバンスで発売された。ジャンルは、対戦・育成RPG。アニメを元に作られており、アニメオリジナルキャラも登場する。また、アニメからのキャプチャー画像のカットインが入ることがある。
特徴は、「要所でキャラが喋る」「大技の威力が非常に高い」「ゲーム版OPは、Be My AngelのアニメOP版より、さらに短縮された仕様のもの」などが挙げられる。
ストーリーモードをクリアすると、オリジナルの天使を育成できるモードが遊べる。

## 他作品とのつながり
魔法騎士レイアース
みさきが見た漫画。
ちょびっツ
同一世界が舞台。一部登場人物を共有（パラレルワールドのようなもの）。
ツバサ-RESERVoir CHRoNiCLE-
本作からはみさき、珠代、王二郎、虎太郎、鳩子、ヒカル、ブランシェなどが登場している。
- ブランシェ - 桜都国市役所のすぐやる課役員。
- みさき・珠代・王二郎 - 桜都国でカフェ「猫の目」の客人として登場。
- 鳩子 - エドニス国にて逃げ回る人々のなかに紛れて登場。
- 最・楓 - レコルト国中央図書館の受付として登場。
- ヒカル - インフィニティにて戦闘用オートマタとして登場。なお、「魂の光（ライトオブソウル）」らしき技を使用できる。

こばと。
Exam.9（第9話）で、みさき、珠代がビールのキャンペーンガールズとして登場した。